# Estero del Rosario
Estero del Rosario är ett vattendrag i Chile.   Det ligger i regionen Región de Valparaíso, i den södra delen av landet, 100 km väster om huvudstaden Santiago de Chile. Estero del Rosario ligger vid sjön Laguna de Córdoba.
Runt Estero del Rosario är det i huvudsak tätbebyggt. Runt Estero del Rosario är det ganska tätbefolkat, med 108 invånare per kvadratkilometer.